# Campo Mezzola
Campo Mezzola è una frazione del comune di Novate Mezzola, in provincia di Sondrio.

## Storia

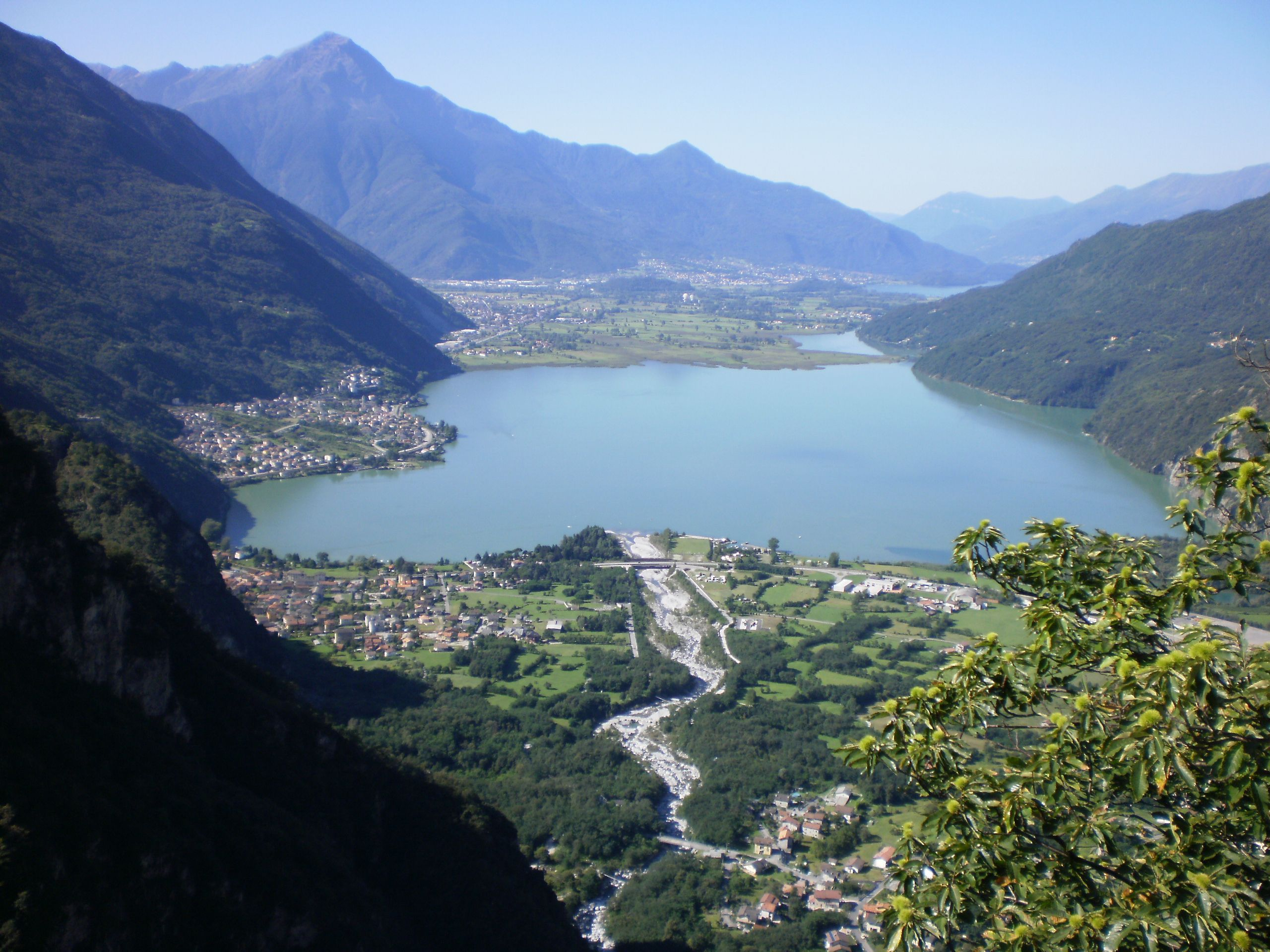
Vista di Campo e del lago da nord; al centro il torrente Codera; prospiciente a Campo, il paese di Verceia

Nel 1625, il paese si trovò al centro degli scontri che videro contrapposti il canton Grigioni (che aveva dominato sulla zona dal 1512), supportato da francesi e veneziani (la lega d'Avignone), e gli spagnoli, che supportavano invece i rivoltosi locali. Il 16 febbraio 1625, Campo fu teatro di una battaglia minore (la battaglia di Campo, appunto), con la quale il marchese di Cœuvres riuscì a respingere gli spagnoli oltre il torrente Codera, ottenendo il controllo del paese. La zona ricadde in mano spagnola nel settembre successivo, grazie alle manovre militare condotte dal colonnello Pappenheim. Secondo le testimonianze di don Giovanni Tuana, redatte negli anni 1630, alcuni centri abitati della zona, inclusa Campo, vennero pressoché distrutti dagli scontri.

## Geografia
Il paese sorge sulla costa settentrionale del lago di Mezzola, ed è separato da Novate Mezzola (da cui dista 1,36 km) dal torrente Codera.

## Monumenti e luoghi d'interesse
In paese si trova l'oratorio dedicato a san Colombano documentato come chiesa viceparrocchiale nel 1794 ed elevato a parrocchiale nel 1886. L'edificio è ora sconsacrato.
Nel 1960 è stata consacrata la nuova chiesa parrocchiale, dedicata a Maria, madre mediatrice di tutte le grazie (anche se la parrocchia resta dedicata a san Colombano).